# Popping

En poppingdansare.

Popping är en illusionistisk streetdance-stil med rötterna i Kalifornien. Grunden i popping är en så kallad "pop" som innebär att man spänner en muskel snabbt och sedan slappnar av igen. Rätt utfört ser detta nästan ut som om en elektrisk stöt far genom dansarens kropp.

## Historia
Stilen skapades i slutet av 1970-talet. Det är inte känt vem som skapat dansen, då den utvecklades runtom i hela västkusten i samband med att musikgenren funk kom till och utvecklades. Emellertid har dansen tagit mycket intryck från San Francisco Bay Area och dess närområden, med inslag av stilar såsom strutting, stepping och filmore. 
Ursprungligen användes namnet funkstyles som en gemensam term för alla de olika dansstilar som skapades under denna tid. Idag används dock vanligtvis i stället popping som en samlande term, vilket egentligen är fel.

## Moves och stilar
Grunden i popping är en hit, som utförs på så sätt att man spänner en muskel snabbt och sedan slappnar av igen. Hitsen utförs kontinuerligt till musik, och i olika delar av kroppen. Andra moves och stilar som brukar användas i popping är:
- animation
- boogaloo
- locking
- glides
- hitting
- robot
- ticking
- strobing
- tutting
- waving

Man kan ofta se likheter med pantomimer, även om det i de fallen snarare handlar om dansarens personliga stil än dansen som sådan.

## Tävlingar

### Juste Debout
Fördjupningsartikel Juste Debout
Juste Debout är den största poppingtävlingen i Europa. Tävlingen går årligen i Paris och dansas två mot två. Förutom popping tävlas det i locking, house och new style. Sedan 2005 har antalet deltagare varit så många att man först hållit deltävlingar för att låta deltagarna kvala in, där Sverige hör till gruppen Juste Debout Scandinavia.

### Svenska mästerskap
De svenska mästerskapen brukar vanligen arrangeras tillsammans med SM i Breaking.
| År   | Vinnare                                     |
| ---- | ------------------------------------------- |
| 2004 | Slam Tilt (Concrete Kings/Mass Destruction) |
| 2007 | Razzle Dazzle                               |

#### 2004
- Placeringar:

1. Slam Tilt (Concrete Kings/Mass Destruction)[1]
2. Decida (Chutzpah/Beatniks)
3. Zerjon (Octagon Crew) och Mikael Lindström (Stockholm)

- Ort: Göteborg[2][3]
- Datum: 6 november 2004[2]
- Plats: Vågen[2]
- Domare: Alien Ness, Kmel och Asia One från USA, Wild Cat och Steen (Out of Control)
- Arrangör: Hiphop Association[3][4]
- Antal deltagare: ?

#### 2007
- Placeringar:

1. Razzle Dazzle

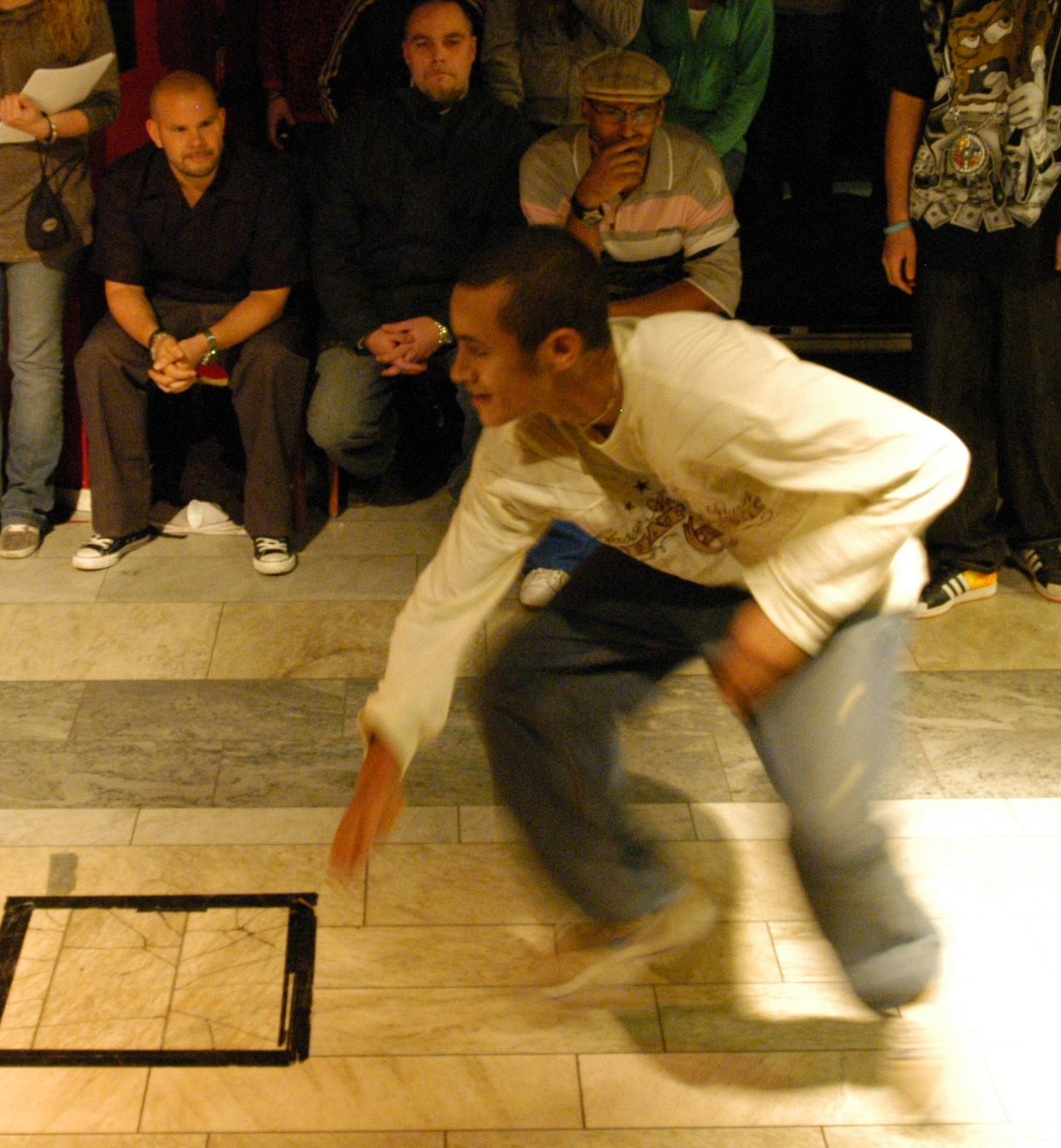
Razzle Dazzle på Lava med domarna i bakgrunden.

2. Slam Tilt (Concrete Kings/Mass Destruction)
3. Baby Bang

- Ort: Stockholm[5]
- Datum: 1–2 december 2007[5]
- Plats: Lava[5]
- Domare: 2 Easy (MovesPerMinute), Prime (MovesPerMinute), Damon Frost[5]
- Arrangör: Hip Hop Playgrounds[5]
- Antal deltagare: cirka 25

Detta år arrangerades tävlingen med först en uttagning där varje dansare fick cirka 45 sekunder på sig att visa ett solo för domarna. Domarna plockade ut sju dansare till en final med formen 7 2 Smoke. Denna genomfördes med en viss variant som innebar att om ingen vunnit innan 20 minuter skulle den med mest poäng vinna. De som blev uttagna till finalen var Awas, Amir, Slam Tilt, Coco Pops, Pink Pants, Baby Bang, Razzle Dazzle och Tiffany. Första reserv var SpazM och andra reserv Ana från Atmosphere SC.
| Battle                       | 1 | x | 2 |
| ---------------------------- | - | - | - |
| Slam Tilt vs. Tiffany        | 2 | 1 | 0 |
| Slam Tilt vs. Awas           | 3 | 0 | 0 |
| Slam Tilt vs. Baby Bang      | 0 | 1 | 2 |
| Baby Bang vs. Razzle Dazzle  | 0 | 1 | 2 |
| Razzle Dazzle vs. Amir       | 2 | 1 | 0 |
| Razzle Dazzle vs. Coco Pops  | 2 | 0 | 1 |
| Razzle Dazzle vs. Pink Pants | 3 | 0 | 0 |
| Razzle Dazzle vs. Tiffany    | 2 | 1 | 0 |
| Razzle Dazzle vs. Awas       | 3 | 0 | 0 |
| Razzle Dazzle vs. Slam Tilt  | 0 | 1 | 2 |
| Slam Tilt vs. Baby Bang      | 2 | 0 | 1 |
| Slam Tilt vs. Amir           | 3 | 0 | 0 |
| Slam Tilt vs. Coco Pops      | 2 | 0 | 1 |

Då var tiden ute och Slam Tilt och Razzle Dazzle hade 6 poäng var, varvid de fick göra upp i ett traditionellt battle i tre rundor som Razzle Dazzle vann med domarsiffrorna 2-1.

## Musik
Popping dansas vanligen med funkmusik, ibland mer elektronisk sådan. En teori är att dansen växte fram i samband med introduktionen av trummaskinen, vilket gav ett nytt mycket snärtigare ljud som dansarna lekte med.